# Zeno Gârban
Zeno Gârban (n. 13 decembrie 1939, Cluj, România) este un chimist român, membru corespondent al Academiei Române din 2011.